# Quarantäne 2: Terminal
Quarantäne 2: Terminal (Originaltitel: Quarantine 2: Terminal) ist ein US-amerikanischer Horrorfilm aus dem Jahr 2011. Der Film ist eine Fortsetzung des Films Quarantäne aus dem Jahr 2008.

## Handlung
Die beiden Flugbegleiterinnen Jenny und Paula freuen sich auf einen Routineflug in einer kleinen Maschine, die vom Flughafen in Los Angeles planmäßig abhebt. Mit an Bord sind der Jugendliche George sowie Henry, der sich als Lehrer vorstellt und eine Box mit Nagetieren, die er Hamster benennt, mit an Bord bringt. Der korpulente Passagier Ralph Bundt wird von einem der Tiere in den Finger gebissen und während des Fluges beschwert er sich über extremen Durst und übergibt sich. Die Flugbegleiterinnen führen dies auf zu großen Alkoholkonsum zurück, doch urplötzlich rennt Bundt aus der hintersten Sitzreihe wüst schreiend nach vorne und versucht, in das Cockpit zu gelangen. Den übrigen Passagieren gelingt es mit großer Mühe, ihn zu überwältigen. Er bleibt reglos vor der Cockpittür liegen und wird an den Händen fixiert.
Die Piloten werden von der FAA aufgefordert, eine Notlandung am McCarran International Airport in Las Vegas durchzuführen. Sie müssen dazu eine Schlechtwetterfront durchqueren, so dass Jenny und Paula den massigen Passagier in einen Sitz tragen und dort mit einem Sicherheitsgurt schützen wollen. Dieser wacht plötzlich auf und beißt Paula ins Gesicht. Er wird erneut überwältigt, während die Mitreisende Sanitäterin Shilah Erste Hilfe an der stark blutenden Wunde leistet. Nach der Landung wird dem Flugzeug zunächst keine Fluggastbrücke zugewiesen. Der Kapitän ist verwundert, steuert in eigener Verantwortung eine freie Brücke an und wird dort von einem Mitarbeiter des Flughafens, Ed Ramirez, in Empfang genommen. Der Mitarbeiter wundert sich, dass er zunächst keinen Funkkontakt zum Tower hat und will die Passagiere in das Flughafenterminal begleiten. Doch der Tower hat das Areal abgesperrt und alle elektronisch gesicherten Türen verschlossen, so dass sie ihren Abschnitt nicht verlassen können.
Auf dem Flughafen zeigt sich, dass der Erkrankte ein durch die von Henry an Bord gebrachten und extrem ansteckendes Virus in sich trägt und bereits weitere Fluggäste sowie die Cockpit-Mannschaft infiziert hat. Nach und nach breitet sich das Virus unter den weiteren Passagieren aus. Die Erkrankten mutieren zu Bestien, die gesunde Menschen anfallen, beißen und somit ebenfalls infizieren. Das gesamte Terminal wird von staatlichen Behörden unter Quarantäne gestellt. Der Flughafenmitarbeiter erinnert sich an einen nicht fertiggestellten unterirdischen Tunnel, der vom Terminal zu einem Erweiterungsbau führt. Die Gruppe beschließt, diesen Tunnel zu suchen, wird dabei aber von den bereits mutierten Bestien verfolgt und nach und nach dezimiert.
Es stellt sich heraus, dass Henry Mitglied einer geheimen Gruppierung ist, die in Los Angeles bereits das Virus ausgesetzt hat. Es zeigt sich, dass die Regierung an den Überlebenden ein Gegenmittel testen wollte, doch die verschiedenen Varianten des Gegenmittels entpuppen sich als wirkungslos. Alle Betroffenen mutieren nach wie vor, darunter auch Henry, der sich ein eigenes Antigen spritzt und sich sicher glaubt. Schlussendlich gelingt es nur Jenny und George, in den Tunnel zu gelangen. Doch auch Jenny wurde gebissen und ist bereits infiziert, George gelingt in letzter Sekunde der Ausstieg durch eine schmale, mit einem Gitter verschlossene Öffnung. Er sieht sich in Freiheit und Sicherheit. In der letzten Szene sieht man jedoch die ebenfalls infizierte Katze einer Mitreisenden, die aus dem Tunnel in Richtung Las Vegas schleicht.

## Hintergrund
Der Film ist eine Fortsetzung des Films Quarantäne aus dem Jahr 2008. Die Produktion beider Filme wurde von den spanischen Horrorfilmen [●REC] und [●REC 2] inspiriert, obwohl die Handlungen unterschiedlich sind.
Anders als im ersten Teil wird bei Quarantäne 2 auf das Found-Footage-Element verzichtet, sodass der Film in objektiver Perspektive spielt. Er weist Parallelen zum ersten Teil auf, auf dem Laptop eines Passagiers über die Versiegelung des Gebäudes in Los Angeles berichtet. Es bestehen jedoch keine Zusammenhänge zu den Protagonisten aus dem Erstfilm. Die Herkunft des Virus wird in diesem Teil genauer beleuchtet und offenbart zudem, dass es gezüchtet wurde. Obwohl die Handlung abweicht, findet sich am Anfang des Filmes auch eine Parallele zu [●REC 2]: Einer der Piloten erklärt, nachdem er nieste, dass er sich wahrscheinlich bei seinem Hund angesteckt hat und die Tiere in der Nachbarschaft in letzter Zeit alle verrückt spielen. In [●REC 2] geht es um den Tierarzt des Hundes, der in [●REC] ein kleines Mädchen angesteckt und bei der Behandlung den Arzt infiziert hat.
Der Film wurde von Three Street Pictures und RCR Media Group produziert, den Vertrieb übernahm Sony Pictures. Der Film wurde in Griffin, Georgia, gedreht und als Direct-to-DVD-Produktion veröffentlicht.

## Rezeption
Der Film erhielt insgesamt eher positive Kritiken. Bei Rotten Tomatoes erreichte der Film bei sechs von acht Rezensenten eine positive Bewertung.

„Das Setting von ‚Quarantine 2‘ hat aber nicht nur Vorteile. Für den Zuschauer ist es nämlich viel unübersichtlicher als der Apartmentkomplex im ersten Teil. Die einzelnen Ecken der Halle sind deshalb weit weniger bedrohlich als die einzelnen Räume des Wohnhauses, weil sie ganz einfach viel beliebiger wirken. Auch deshalb gerät die erste Regiearbeit von John Pogue […] zu einer nicht besonders aufregenden Standardvariante des Infektionshorrors, bei der es aber zumindest erfrischend wirkt […].“

„Spannendes US-Remake des Sequels eines spanischen Horrorfilms, das sich deutlich von der Vorlage absetzt und durch eigenständige Ideen punktet.“

## Auszeichnungen
Der Film war 2012 in der Kategorie Bester Soundschnitt für den Golden Reel Award der Motion Picture Sound Editors nominiert.